# Anna Dammann
Anna Dammann (eigentlich Edith Geese; * 19. September 1912 in Altona; † 30. September 1993 in München) war eine deutsche Schauspielerin.

## Leben
Dammann besuchte ein Lyzeum und ließ sich 1930 bis 1932 bei Albrecht Schoenhals Schauspielunterricht geben. Ihr Debüt hatte sie 1932 in Hamburg als Brunhild in Friedrich Hebbels Die Nibelungen.
Über Bühnen in Frankfurt an der Oder, Wuppertal, Stuttgart (Staatstheater) und Düsseldorf (Schauspielhaus) gelangte sie 1937 an das Deutsche Theater in Berlin. Dort verkörperte sie bis September 1944 unter der Regie von Heinz Hilpert viele klassische Frauengestalten wie Antigone, Maria Stuart, Kassandra, Kleopatra und die Die Jungfrau von Orléans. Dammann stand 1944 in der Gottbegnadeten-Liste des Reichsministeriums für Volksaufklärung und Propaganda.
Nach 1945 war sie in München tätig (Bayerisches Staatsschauspiel). Bis 1953 gehörte sie dort zum Ensemble des Residenztheaters. Danach gastierte sie an verschiedenen Bühnen, unter anderem auch bei den Bad Hersfelder Festspielen, bei den Gandersheimer Domfestspielen und bei den Freilichtspielen Schwäbisch Hall. Zudem wirkte sie in Filmen mit.
Die „schöne Strenge“, wie der Tagesspiegel seinen Nachruf überschrieb, gab am liebsten Goethes Iphigenie und Grillparzers Medea – „[u]ntergründige, eigenwillige“ Charaktere faszinierten sie.
Dammann hielt Rezitationsabende ab, unternahm Vortragstourneen, sprach Hörspiele ein und nahm eine EP mit fernöstlicher Lyrik auf. Ab 1973 widmet sie fast ausschließlich ihrer umfangreichen Vortragstätigkeit.

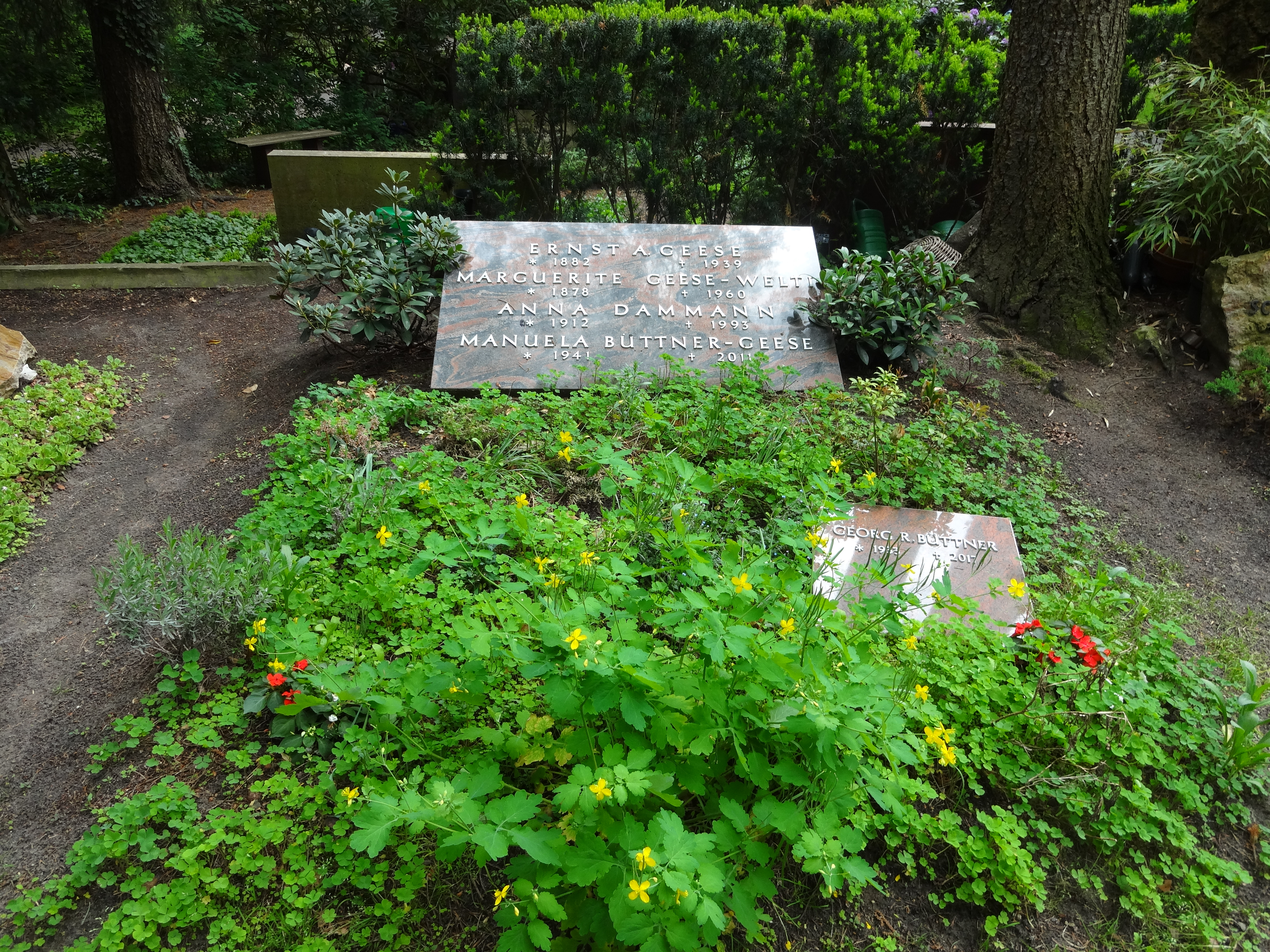
Grab von Anna Dammann auf dem Friedhof Heerstraße in Berlin-Westend

Sie war mit dem Unternehmer und Kunstwissenschaftler Walter Geese verheiratet, mit dem sie eine Tochter hatte, und lebte in München in der Ainmillestraße.
Anna Dammann starb Ende September 1993 im Alter von 81 Jahren in München. Ihr Grab befindet sich auf dem landeseigenen Friedhof Heerstraße in Berlin-Westend (Grablage: 8-C-33/35).

## Filmografie
- 1935: Oberwachtmeister Schwenke
- 1939: Die Reise nach Tilsit
- 1939: Johannisfeuer
- 1941: Mein Leben für Irland
- 1941/43: Nacht ohne Abschied
- 1943: Gefährtin meines Sommers
- 1955: Oberarzt Dr. Solm

## Tonaufnahmen
- 1949: Hörspiel Schwanenweiß (nach August Strindberg; Rolle: Stiefmutter)
- 1950: Hörspiel Gösta Berling (nach Selma Lagerlöf; Rolle: Erzählerin)
- 1951: Hörspiel Clarissa (nach Miss Sara Sampson von Gotthold Ephraim Lessing, inspiriert durch Clarissa. Die Geschichte eines vornehmen Frauenzimmers von Samuel Richardson; Rolle: Maria Marburg)
- 1957: Hörspiel Menschliche Komödie (2 Teile; nach William Saroyan; Rolle: Mexikanerin Mrs. Sandoval in Teil 1)
- 1957: Hörspiel Das Wunder des San Gennaro (nach Sándor Márai; Rolle: Signora)
- 1958: Hörspiel Coriolan (nach William Shakespeare; Rolle: Volumnia)
- 1959: Hörspiel Demetrius (nach Friedrich Schiller; Rolle: Marfa)
- 1962: Lesung Anna Dammann spricht Fernöstliche Dichtung (7"-EP, Deutsche Grammophon Gesellschaft)